# Saundatti-Yellamma

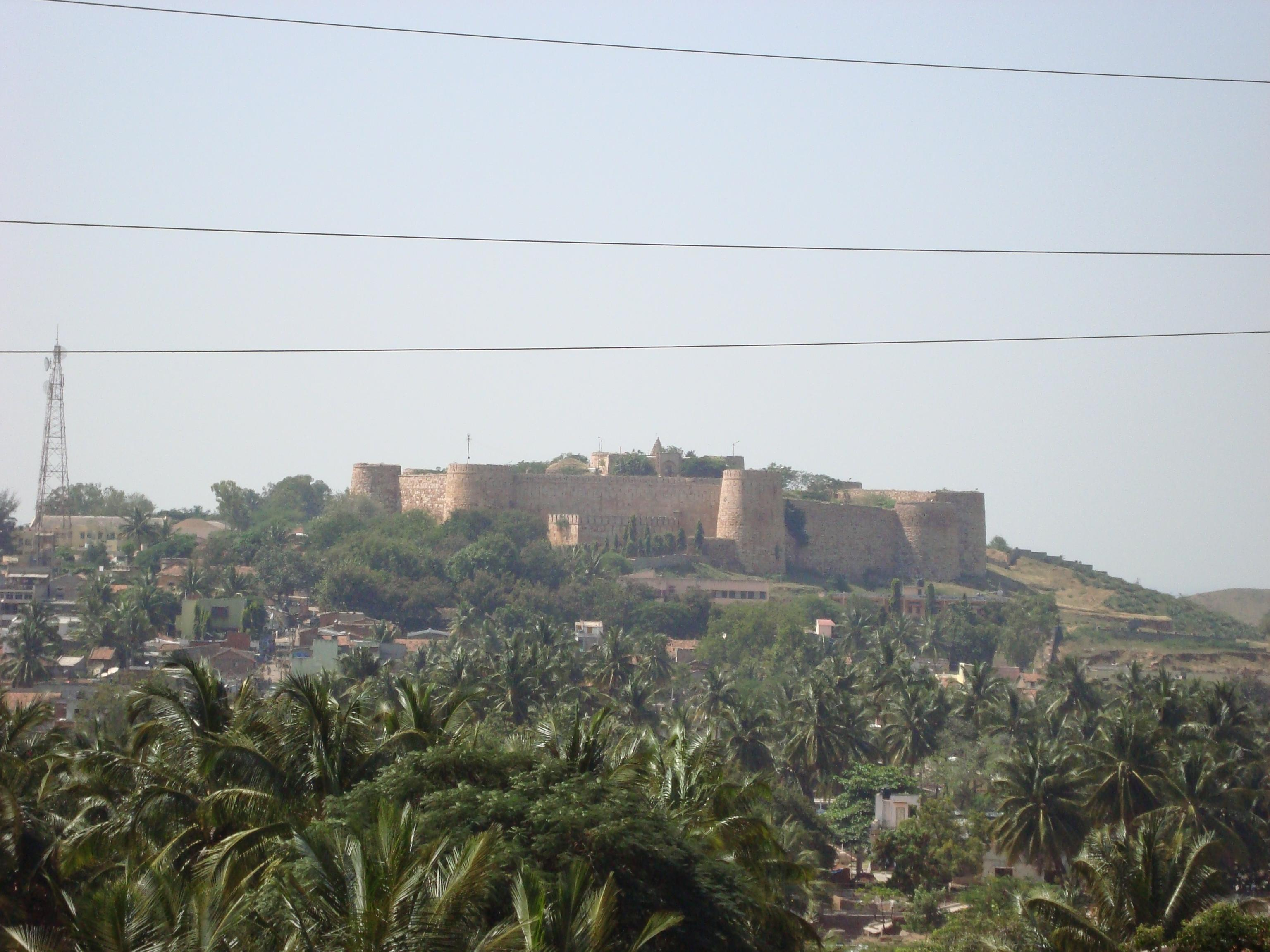
Fortet vid Saundatti.

Saundatti-Yellamma (eller bara Saundatti) är en av de äldsta städerna i Belagavidistriktet i delstaten Karnataka i södra Indien. Det är en pilgrimsstad, belägen 78 kilometer från Belagavi och känt för sina tempel. Folkmängden uppgick till 41 215 invånare vid folkräkningen 2011.

## Sevärdheter
- Saundattifortet, byggt under 1700-talet av Sirasangi Desai.
- Renuka Sagara, en reservoar för Malaprabhafloden.
- Templet för gudinnan Yellamma är ett populärt pilgrimsmål.